# ترفيس ويليامز
ترفيس ويليامز (بالإنجليزية: Tarvis Williams)‏ مواليد 22 يناير 1978 في مايسفيل، هو لاعب كرة سلة أمريكي. بدأ مسيرته الاحترافية في سنة 2001. يبلغ طوله 6 قدم 9 بوصة (2.1 م). اعتزل اللعب في present.

## المسيرة الاحترافية
لعب مع شانغهاي شاركس في موسم 2001–2002، ثم لعب مع نادي بريشتينا لكرة السلة في سنة 2004، ثم لعب مع بايرن ميونخ لكرة السلة في الدوري الألماني في موسم 2008–2009.

## روابط خارجية
- ترفيس ويليامز على موقع كرة السلة الأوروبية.كوم (الإنجليزية)
- ترفيس ويليامز على موقع كلية كرة السلة في سبورتس رفرنس.كوم (الإنجليزية)
- ترفيس ويليامز على موقع ريلجم (الإنجليزية)
- ترفيس ويليامز على موقع بروبوليرز (الإنجليزية)
- ترفيس ويليامز على موقع سبورتس رفرنس (الإنجليزية)